# アリ・ブジサイム
アリ・モハメド・ブジサイム（アラビア語: علي محمد بوجسيم, 英: Ali Mohamed Bujsaim, 1959年9月9日 - ）は、アラブ首長国連邦出身の元サッカー審判員である。

## 概要
1990年にFIFAのライセンスを取得し国際審判員として活動した。母語であるアラビア語の他に、第二言語として英語を使用できる。1994年にFIFA国際審判団に選出され、1994 FIFAワールドカップにおいて2試合、1998 FIFAワールドカップで3試合、2002 FIFAワールドカップで2試合において主審を務め、2002年大会では開幕戦であるサッカーフランス代表対セネガル代表戦の主審を務めた。
AFCアジアカップ1996とAFCアジアカップ2000でも主審を務め、サッカー日本代表が2回目の優勝を果たした2000年大会では決勝戦の主審も務めている。
また、1992年バルセロナオリンピックのサッカー競技で主審を務めたほか、キング・ファハド・カップ1995(FIFAコンフェデレーションズカップの前身となった大会)とFIFAコンフェデレーションズカップ2001では決勝戦で主審を務めた。
2011年には、IFFHSが選ぶ4半世紀の審判100人において、第60位に選ばれた。

## 担当した主な国際大会

### 1994 FIFAワールドカップ
1994 FIFAワールドカップでは2試合を担当した。
- グループD:  ブルガリア vs  ギリシャ
- 3位決定戦： スウェーデン vs  ブルガリア

### 1998 FIFAワールドカップ
1998 FIFAワールドカップでは3試合を担当した。
- グループA:  スコットランド vs  モロッコ
- 決勝トーナメント1回戦： フランス vs  パラグアイ
- 準決勝： ブラジル vs  オランダ

### 2002 FIFAワールドカップ
2002 FIFAワールドカップでは2試合を担当した。
- グループA:  フランス vs  セネガル
- グループF:  スウェーデン vs  アルゼンチン